# 薬理凶室
薬理凶室（やくりきょうしつ、英: Unit.Yakuri）は複数のフリーライターの共同ペンネームである。爆笑秘密結社、あくのひみつけっしゃを自称している。
一部メンバーはYouTube「科学は全てを解決する! [くられ with 薬理凶室]」のメンバーとしても活動している。

## 概要
データハウスの季刊誌『危ない28号』においてマッドサイエンス系の原稿を担当（当時は「薬裏凶室」名義）。『危ない28号』廃刊後、『コンピュータ悪のマニュアル2000』中の1コーナー「懲りない28号」の執筆者として復活するも、またもや廃刊。『懲りない28号』はその後、三才ブックスの雑誌『B-GEEKS』に復活。『B-GEEKS』廃刊後に『図解アリエナイ理科ノ教科書』を上梓。これが支持を得てシリーズ化し、『ラジオライフ』にて「アリエナイ理科」のコーナーを執筆する。現在はサイエンスアドバイザー、イベント・映像演出など活躍の場を広げている。2022、2023、2024年ニコニコ超会議に出演。現在は、ニコニコ動画にて有料チャンネルも運営をしている。

## メンバー
この項において元メンバーとは、各アリエナイ理科ノ大事典に出ていない者とする。
くられ
薬理凶室室長（以下、『くられ所長』。命名者・亜留間次郎）。『図解アリエナイ理科ノ教科書』シリーズにおいて生物編と化学編を主に担当。農学系分野が専門範囲であり、虫好きでもある。毒が専門。挿絵や漫画では目のないキツネのお面を被り巨大なメスを振り回す姿で描かれる。この姿のコスプレ写真が『SPA!』に掲載されたことがある。イベントやYouTubeでの動画配信などでは、コスプレをして出演している。自身のYouTubeチャンネルでは、他メンバーとの対談や、津野直哉（通称ツナっち）との実験動画などを投稿している。著書『アリエナクナイ科学ノ教科書』は第49回星雲賞を受賞した。
POKA（ドクターオギノ）
『図解アリエナイ理科ノ教科書』シリーズにおいて物理編を主に担当。「機械王」の異名を持つ。強力な灯油バーナーや誘導加熱装置の製作などといった記事を執筆している。また単身『図解アリエナイ理科ノ工作』という本を執筆したこともある。絵や漫画では小太りな手品師のような姿で描かれる。2013年7月、ドクターオギノ名で『図解エクストリーム工作ノ教科書』を上梓。
亜留間次郎
エロ怪人。日系アラブ人でアラブ人と日本人のクオーター、アラビア語の本名をカタカナ表記するとアル＝マジロとなってしまうのがペンネームの由来。本物のムツオビアルマジロを飼育していて、アルマジロ、カピバラを飼育するホームページを開設している。挿絵はアルマジロの姿で描かれている。また、彼の専門の医学や法学また広く科学を中心に司法、麻酔銃、核爆弾、人物伝、制度、集団、ソビエトなど歴史についての記事や小説も執筆している他に、自身のYouTubeチャンネルも開設している。ライトノベル作家浅井ラボの作品の科学考証協力も行っている。仁木健の『Add』のあとがきにも名前が出ている。
Joker
公式サイト「アリエナイ理科ポータル」の制作および管理をしている。「アリエナイ科学メルマ」の編集を担当。また、コンピュータ系の記事の執筆も行っている。イラストでは全身が黒く、目が4つある悪魔のような姿で描かれる。実写では、全身黒く帽子を被っている(帽子の下は何も無いらしい)。くられを除くメンバーの中では最も古株。持病がある。記事の通知を飛ばしてxでもお知らせしてくれるありがたい悪魔。
だるせーにょ
『図解アリエナイ理科ノ教科書IIB』より化学編を執筆。IIICの記述を見る限り職業は研究者である。挿絵や漫画では獣人講談師のような姿で描かれる。モチーフはヤマネコ。IIB及びIIICの漫画とIIICの挿絵では若干外見が異なる。
しろへび
ナイフ職人。ヘルドクタークラレが愛用しているナイフ・メスの製作などをしている。刃物に関する記事を執筆。イラストではゴーグルを着用した男性として描かれる。実写ではスクリーンのゴーグルをつける(充電式)。
yasu
『アリエナイ理科ノ実験室2』で「セミオートエグゾーストキャノン」の記事を執筆し、薬理凶室に加わる。「エグゾーストキャノン」に関する記事を執筆。挿絵ではパワードスーツを着用した男性として描かれる。
淡島りりか
『アリエナイ理科ノ大事典』において化学編を担当。有機化学に関する記事を執筆。英国贔屓の生粋のシャーロキアン。薬学が専門。イラストではユニオンジャックが描かれた着物を着用した女性として描かれ、リンゴ飴を手にしている。『アリエナイ理科ノ教科書』との出会いが薬学部進学のきっかけ。名前の由来は鎮痛薬「プレガバリン」の商品名「リリカ」（RL2020年1月号でプレガバリンの解説を書いている）。
Pylora Nyarogi
物理・工作担当。Liar Kとコンビを組むハイパワーのエクストリーム工作をこなす新世代。エグゾーストキャノンの記事を執筆。イラストではエグゾーストキャノンを持った亀の姿として描かれている。
Liar K
物理・工作担当。Pylora Nyarogiとコンビを組むハイパワーのエクストリーム工作をこなす新世代。エグゾーストキャノンの記事を執筆。イラストでは機械化され、巨大なハサミがセーバーソーになったツナギを着たカニ（シオマネキ）として描かれている。中学の時に薬理凶室に出会った。
スピーナ
『アリエナイ理科ノ大事典Ⅱ』において電子工作の記事を執筆。モチーフはウニで、全身、トゲトゲしている。趣味はゲームだが、そのゲームはたいてい高難易度なものが多く、その苦難に耐えられる怪人。
シラノ
『図解アリエナイ理科ノ教科書IIB』においてパワーエレクトロニクス系の記事を執筆。高電圧、プラズマなどに関する記事の執筆が多く、雷がマントを羽織ったような姿の怪人として描かれる。
レイユール
おもに有機化学に関する記事を執筆する。レイユール（フランス語で縞という意）の名の通り縞模様の入ったロングコートで身を包む、青き炎の怪人。化学だけでなく、旋盤などの機械工作もこなす。青い炎は黄リンが蒸気と出た時の冷炎と同じだとガチ実験シリーズで公開している。イルカやシャチが大好きであり、鴨川シーワールドに度々訪れている。自身は、キャラが今後立たないかもと心配している。石油化学も大好きである。気圧計等を見つめることも大好きだ。
デゴチ
おバカな工作ばかりしているシロクマ型ロボ怪人で2020年から薬理凶室に加わる。薬理凶室だとまともな方。高度な技術を必要としない簡単な工作で役に立たないオモチャを作る記事を執筆。中身は頭からネジが刺さっているロボットだが可愛い見た目だと皆から愛されるはずという打算的な理由で適当に作ったシロクマの着ぐるみを着ている。エネルギー源はビールとルマンド。
ツナっち（津野直哉）
おもに薬学に関する記事を執筆するほか、YouTubeチャンネルにおいては動画編集と他メンバーの説明に対して相槌を打つ「聞き手」を担当する。また、アリエナイ理科ノ大事典3では、ツナっちとして登場している。通常は金髪に草であるが、アリエナイ理科ノ大事典3では、草の部分が結晶になっているのが特徴。また、YouTubeで話し手になるときはヴィランっちと紹介される。2023年8月頃に結婚を報告した。
エメツ
裏方出身で2022年に薬理凶室に加わった。工作を担当し、忍者のような格好。実写では黄色ではなく黒い宗十郎頭巾を着けている。
倫獄（リンゴ）
薬理凶室の法務部であり、倫理の獄卒。しろへびとは付き合いが長い。刑法の専門家であり、法律のすれすれを行く薬理凶室に目を光らせているため、そのおかげで爆発しないでいるとも言える。ハチャメチャ集団のセーフティロックである。Xにて「#教えて倫獄先生」でポストすると答えてくれる。最近、羽があることがわかった。

### 元メンバー（ゲストを含む）
レナードⅢ世
電子工作を始めとする物理学や工作に関する記事を執筆。挿絵では擬人化されたカマキリのようなキリギリスのような見た目で描かれ、トレードマークとして原子力マークの付いたランタンを持っている。
アデノミカン
生物担当。細胞培養実験を行っており、自宅での培養を可能にする「おうちラボ」での動物細胞の培養の記事を執筆。イラストは「不定形の肉塊」がモチーフで、頭に温度計が刺さっているのが特徴。
あたる
生物担当。植物の組織培養をライフワークにしている。自宅での培養を可能にする「おうちラボ」での植物培養の記事を執筆。イラストではウツボカズラに下半身を入れたカエルの姿として描かれている。
薬試寺教授
『図解アリエナイ理科ノ教科書』において化学編と物理編を担当。IIBでは漫画のみ出演。薬師寺美津秀という名前で化学系記者やテスラコイルパフォーマー、更にはDJとしての顔も持つ。挿絵や漫画ではガスマスクを装着した怪しげな姿で描かれる（時として身体が完全に機械化されている事もある）。2017年6月に合成麻薬MDAの製造準備をしていたと麻薬取締法違反の営利目的製造予備で逮捕され容疑を認める。同年7月に麻薬取締法違反営利目的製造で再逮捕される。
郷秀樹
『危ない28号』にて爆弾の製造についての記事を執筆していた。また、『懲りない28号』にも寄稿している。自称『三度の飯より発破好き』で、爆破をこよなく愛する人物。ガンマニアでもある。『図解アリエナイ理科ノ教科書』の付録及び漫画に登場。挿絵や漫画ではサングラスに髭面の中年男性として描かれる。
泪（うるど）
『懲りない28号』にて記事を執筆。薬学全般(特に有機化学と天然活性物学)を得意としている。挿絵では長髪を束ねた和服姿の男性として描かれる。
由紀夫ヴィンセント
『懲りない28号』にて自慰死やロボトミー手術についての記事を執筆していた。
カヅキ・オオツカ
『懲りない28号』にて銃殺に関係する原稿を執筆。「銃器」や海外の犯罪に関する書籍を多く執筆している。
Dr.Rui
『図解アリエナイ理科ノ教科書』において生物編と化学編を担当。類い希な生理学・有機化学の知識と技術を持つ。知り合いに看護師が居るらしい。挿絵や漫画では女医の姿で描かれるが「オカマ科学者」との記述があることから実際は男性らしい。
ジャッカル
『図解アリエナイ理科ノ教科書』の漫画にてゲスト出演し、巻末付録にも掲載されているフリーランスハッカー。『B-GEEKS』内でハッキングに関する記事を書いていた。解説によれば何もかもが世界一であり、世界革命を夢見る人物である。漫画では機械的な装甲を身につけたスキンヘッドの怪物的人物として描かれている。
ホミサイド・ラボ
『図解アリエナイ理科ノ教科書IIIC』にてゲストで生物編にて爆死に関係する原稿を執筆。「人の死」に関する書籍を多く執筆している。挿絵では円錐型のマスクを被った科学者として描かれる。
プロフェッサーテトラ
『図解アリエナイ理科ノ教科書IIIC』にて化学編を担当。挿絵では獣の頭骨を被り、奇妙な杖を持った科学者として描かれている。
むにむに☆
『図解アリエナイ理科ノ教科書IIIC』にて物理編を担当。電波の専門家。挿絵では消しゴムに機械的な腕とキャタピラとアンテナを装着したような姿で描かれている。
Ta238
『図解アリエナイ理科ノ教科書IIIC』に「丸暗記　テストに出ない!　アレげな偉人列伝」を寄稿。
上記メンバー名は『懲りない28号』及び、『図解アリエナイ理科ノ教科書』シリーズに名前が登場しており、現在薬理凶室の活動に関わっていないと思われる人物である。

## 薬裏凶室
「薬裏凶室」とは元々『危ない28号』の1コーナー名であったが同誌第2巻より組織名として使用されるようになった。「薬裏凶室」では同一人物が複数のペンネームを使用している可能性がある。
- KuRaRe
  - 主に生物の記事を執筆。イラストでは眼鏡をかけた男性として描かれていた。
- Hico
  - 「覚醒剤製造講座」を執筆(実際には製造出来ないようになっていると、『懲りない28号』内で解説された)。他にも薬物についての記事を執筆。
- ゲバルト・F
  - 火炎放射器、毒ガスの製造方法について執筆。
- べのむ
  - 精神薬について執筆。
- 倉 冷子
  - 「GHB合成完全講座」を執筆。
- 薬師寺教授
  - 物理、化学系の記事を執筆。
- 郷 秀樹
  - 爆薬、爆弾についての記事を執筆。
- KuRaGe
  - 主に細菌についての記事を執筆。

## 主な編著書
- 『危ない28号』各号
- 『図解アリエナイ理科ノ教科書』 ISBN 4-91554-077-4
- 『図解アリエナイ理科ノ教科書IIB』 ISBN 4-86199-031-9
- 『図解アリエナイ理科ノ教科書IIIC』 ISBN 978-4-86199-186-8
- 『図解アリエナイ理科ノ工作』 ISBN 4-86199-099-8
- 『図解アリエナイ理科ノ実験室』 ISBN 978-4-86199-325-1
- 『デッドリーダイエット』　ISBN 4-86199-010-6
- 『漢ノ実験工作室DVD (メディアックスMOOK)』 ISBN 978-4-86201-403-0
- 『新版　アリエナイ理科―オトナのための最も刺激的な理科の教科書』 ISBN 978-4-86199-458-6
- 『図解 アリエナイ理科ノ実験室2』 ISBN 978-4-86199-810-2
- 『悪魔が教える 願いが叶う毒と薬』 ISBN 978-4-86199-864-5
- 『アリエナイ理科ノ大事典』 ISBN 978-4-86673-034-9
- 『アリエナイ理科ノ大事典Ⅱ』 ISBN 978-4-86673-093-6
- 『アリエナイ理科ノ大辞典改訂版』 ISBN 978-4-86673-142-1
- 『アリエナイ工作事典』 ISBN 978-4-86673-249-7
- 『アリエナイ毒性学事典』 ISBN 978-4-86673-306-7
- 『アリエナイ理科ノ大辞典Ⅲ』 ISBN 978-4-86673-358-6

## 連載
- 「新課程 ア理科」 (『ラジオライフ』2018年12月号〜連載中）
- 「懲りない28号」（『コンピュータ悪のマニュアル2000』第一巻,『B-GEEKS』6号-10号）
- 「薬理凶室のアリエナイ理科の実験室」（『ラジオライフ』の連載記事・2008年6月号より2010年12月号まで。）
- 「迷怪ノ薬学教室」（『ラジオライフ』2011年1月号〜2013年12月号）
- 「キョけん~虚構研究機構~」(『ゲームラボ』～2014年9月号）
- 「エクストリーム実験室」（『ラジオライフ』）
- 「新しいアリエナイ理科」（『ラジオライフ』）
- 「NEWア理科＋」（『ゲームラボ』）

## 監修・協力
- 『アリエナクナイ科学ノ教科書 ~空想設定を読み解く31講~』 ISBN 978-4-8026-1090-2
- 『アリエナイ理科式世界征服マニュアル』　ISBN 978-4-86199-990-1
- 『アリエナクナイ科学ノ教科書2』 ISBN 978-4-8026-1221-0
- 『Dr.STONE 第10巻～』 ISBN 978-4-08-881801-6
- 『アリエナイ医学事典』
- 『アリエナイ理科ノ大辞典Ⅲ』
- 『呪術廻戦』第189話